# 31338 Lipperhey
31338 Lipperhey este o planetă minoră (asteroid), cu un diametru de 12,753 km, din centura de asteroizi. A fost descoperită pe 25 aprilie 1998 la Observatorul European Austral de Eric Walter Elst și a fost numită după Hans Lippershey. 
Obiectul prezintă o orbită caracterizată de o semiaxă mare de 3,9857278 UAi, o excentricitate de 0,06, o înclinație de 9,56629 ° în raport cu ecliptica.